# بات بيرن (مغني)
بات بيرن (بالإنجليزية: Pat Byrne)‏ هو مغني أيرلندي، ولد في 1991 في 1978.